# 2007 au Mali
Chronologie du Mali
2005 au Mali - 2006 au Mali - 2007 au Mali - 2008 au Mali – 2009 au Mali -
2005 par pays en Afrique - 2006 par pays en Afrique 2007 par pays en Afrique - 2008 par pays en Afrique - 2009 par pays en Afrique - 

## Chronologie

### Janvier
- Le 4 janvier 2007, Projection à Bamako en première africaine du film Bamako du réalisateur mauritanien Abderrahmane Sissako en sa présence[1].
- Le 6 janvier 2007, à l’issue de son 3e congrès tenu à Bamako, le Parti écologique pour l'intégration présidé par  Bakary Touré a renouvelé son soutien à une candidature du président sortant Amadou Toumani Touré à l’élection présidentielle[2].
- Le 7 janvier 2007, réunissant son 4e congrès à Bamako, l’Union pour la démocratie et le développement (UDD) a décidé de soutenir une candidature d’Amadou Toumani Touré à l’élection présidentielle[3].
- L’édition 2007 du Festival au désert s’est déroulé du 11 au 13 janvier 2007 à Essakane avec des artistes maliens (Tinariwen, Habib Koité, Afel Bocoum, Salif Keïta, Oumou Sangaré, Toumani Diabaté, Baba Salah et Bassekou Kouyaté) et mauritaniens, sénégalais, burkinabé, ivoirien, guinéen, marocain et algérien. Un hommage a été rendu à Ali Farka Touré, décédé l’an dernier[4].
- Le 21 janvier 2007, le Rassemblement national pour la démocratie (RND) qui a tenu son 2econgrès ordinaire à Bamako, a apporté son soutien à une candidature d’Amadou Toumani Touré pour l’élection présidentielle malienne de 2007[5].
- Le 28 janvier 2007, le Rassemblement pour le Mali a, au cours de son 2e congrès ordinaire à Bamako, investi son président Ibrahim Boubacar Keïta pour être son candidat à l’élection présidentielle malienne de 2007[6].

### Février
- La 3e édition du Festival sur le fleuve Niger a eu lieu à Ségou du 1er au 4 février 2007[7].
- Le 4 février 2007, en vue de l’élection présidentielle malienne de 2007, Ibrahim Boubacar Keïta, président du Rassemblement pour le Mali (RPM), Tiébilé Dramé, président du Parti pour la renaissance nationale (PARENA), Mamadou Bakary Sangaré, président de la Convention démocratique et sociale (CDS), Soumeylou Boubèye Maïga, président de Convergence 2007 et le Pr Abdoul Traoré dit Diop, président de l'Association pour la démocratie et la justice (ADJ), ont signé une déclaration pour la création d’un Front pour la démocratie et la République (FRD)[8].
- La 7e édition du Festival des arts et cultures songhay s’est tenu du 9 au 12 février 2007 à Gao[9].
- Le 15 février 2007, 19 partis politiques ont rejoint l’Alliance pour la démocratie et le progrès (ADP), soutenant une candidature d’Amadou Toumani Touré à l’élection présidentielle malienne de 2007[10].
- Le 17 février 2007, le Parti pour la démocratie et le renouveau (PDR) a tenu son 2e congrès à Bamako et réélu Kalilou Samaké comme président. Pour l’élection présidentielle malienne de 2007, le PDR a confirmé son soutien à une candidature du président sortant Amadou Toumani Touré[11].
- Le 17 février 2007, le Parti pour la renaissance nationale (Parena) a investi son président Tiébilé Dramé, comme candidat à l’élection présidentielle malienne de 2007[12].
- Le premier Forum pour la souveraineté alimentaire se tient à Sélingué, du 23 au 27 février 2007 avec comme objectif de faire reconnaître par l’ONU le droit des peuples à définir leur propre politique en matière d’alimentation et d’agriculture. Le leader altermondialiste et candidat à l'élection présidentielle française José Bové y participe au côté de 300 autres militants venant d'Afrique, d'Europe et d'Amérique, comme Ibrahima Coulibaly, président du Comité national des organisations paysannes professionnelles (CNOP) du Mali[13].
- Le Mali est le pays invité d’honneur de la 20eédition du  Festival panafricain du cinéma et de la télévision de Ouagadougou qui s’est déroulé du 24 février 2007 au 3 mars 2007[14].
- Le 24 février 2007, une manifestation organisée par la Coalition des alternatives africaines dettes et développement (CAD-Mali) en collaboration avec l’organisation non gouvernementale Wateraid a rassemblé à Bamako plus de 800 personnes réclamant la gratuité de l'eau potable et la réduction des tarifs d'électricité[15].
- Le 24 février 2007, 14 partis, dont le RPM, et le PARENA et deux associations politiques ont créé le Front pour la Démocratie et la République (FDR) avec comme objectif de réussir l'alternance lors de l'élection présidentielle malienne de 2007[16].
- Le 24 février 2007, la conférence nationale du parti Solidarité africaine pour la démocratie et l'indépendance (Sadi) a investi Oumar Mariko comme candidat à l'élection présidentielle[17].

### Mars
- Le 11 mars 2007, par l’entremise des « facilitateurs » algériens, dont l’ambassadeur d’Algérie au Mali, environ 2 000 rebelles touaregs ont remis les armes dérobées lors de l’attaque des camps militaires de Kidal et Ménaka le 23 mai 2006 [18].
- Le 11 mars 2007, le Rassemblement pour l’éducation à l’environnement et au développement durable (REDD) a investi Sidibé Aminata Diallo comme candidate à l’élection présidentielle malienne de 2007[19].
- L’élection des conseillers nationaux siégeant au Haut Conseil des Collectivités territoriales s’est déroulée au Mali le 18 mars 2007.
- Le 18 mars 2007, lors d’une conférence de presse à l’issue du congrès ordinaire du Parti écologiste du Mali, sa présidente Diallo Fadimata Touré a renouvelé son soutien à une candidature du président sortant Amadou Toumani Touré à l’élection présidentielle[20].
- Le 24 mars 2007, Soumeylou Boubèye Maïga, ancien ministre de la défense, militant exclu de l’adéma et président du mouvement « convergence 2007 » a annoncé sa candidature à l’élection présidentielle[21].
- Le 24 mars 2007, clôture du Forum sur le développement de la partie nord du Mali tenu les 23 et 24 mars à Kidal avec l'adoption d'un plan décennal de développement des régions de Kidal, Tombouctou et Gao[22].
- Le 24 mars 2007, le président Amadou Toumani Touré a annoncé au cours d’un déplacement à Nioro du Sahel sa candidature à l’élection présidentielle du 29 avril 2007[23], tandis que La Convention sociale démocrate (CDS) a investi son président Blaise Sangaré[24]et l’Union nationale pour la république (UNPR) a investi Modibo Sangaré[25] comme candidats à cette élection.

### Avril

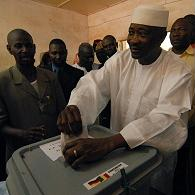
le président Amadou Toumani Touré a été réélu lors de l'élection présidentielle

- Le 29 avril 2007, le président Amadou Toumani Touré a été réélu lors de l'élection présidentielle. Les résultats ont été contestés par les candidats de l'opposition Ibrahim Boubacar Keïta, Soumeylou Boubèye Maïga, Tiébilé Dramé et Mamadou Bakary Sangaré.

### Juin
- Le 10 juin 2007, lors de l’ouverture de la 52e Biennale d’art contemporain de Venise, le photographe Malick Sidibé a reçu le Lion d’or pour l’ensemble de sa carrière[26].
- La 6e édition du Forum des peuples, rassemblement altermondialiste s'est déroulée à Sikasso du 4 au 8 juin 2007 avec des représentants des mouvements sociaux de plusieurs pays africains (Mali, Bénin, Burkina Faso, Côte d'Ivoire, Sénégal, Guinée) et occidentaux[27]. Les participants ont dénoncé une baisse de l'aide au développement vers l'Afrique de la part des pays du G8 contrairement à leurs promesses faites en 2005 en Écosse[28].
- Le 13 juin 2007, le professeur malien Ogobara Doumbo, directeur du Centre de recherche et de formation sur le paludisme, a reçu le Prix Christophe Merieux[29].
- Le 25 juin 2007, la presse nationale malienne a décidé de ne pas paraître pour protester contre l’incarcération de 5 journalistes maliens accusé d’offense et de complicité d’offense au chef de l’État pour la publication d’un texte inspiré d’une fiction intitulé « la maîtresse du président », proposé par un professeur à ses élèves[30].
- Le 26 juin 2007, Cinq journalistes et un professeur maliens ont été condamnés par le tribunal correctionnel de la commune 3 de Bamako. Le professeur avait distribué à ses élèves un sujet de rédaction sur les relations entre un président imaginaire et sa maîtresse. L’enseignant a été condamné à deux mois de prison ferme, un journaliste a été condamné à 13 jours de prison ferme pour avoir relaté cette histoire et  les directeurs de publications des journaux info-Matin, Le Républicain, Les Échos et Le Scorpion ont été condamnés à des peines allant de 4 à 8 mois de prison avec sursis[31]. Me Bréhima Koné, président de l’Association malienne des droits de l'homme et de l’Union interafricaine des droits de l'homme (UIDH) a dénoncé cette condamnation craignant que le Mali glisse vers une dictature qui ne dit pas son nom[32].
- Le 26 juin 2007, une grève de 48 heures a été lancé par l'Union nationale des travailleurs du Mali (UNTM), la principale centrale syndicale malienne afin d'obtenir "une nette amélioration des conditions de vie des travailleurs"[33]. La grève a été largement suivi, perturbant les administrations, les établissements publics et privés. Aucun vol n'a eu lieu au départ ou à l'arrivée de l'Aéroport international de Bamako-Sénou[34].

### Juillet
- Le 1er et le 22 juillet 2007, des élections législatives se sont déroulées. les partis politiques membres de l'Alliance pour la démocratie et le progrès, alliance électorale soutenant le président Amadou Toumani Touré, obtiennent 113 députés sur 147.
- Le 9 juillet 2007, Adama Sangaré a été élu maire du district de Bamako par 19 voix sur 27. Il remplace  Moussa Badoulaye Traoré, décédé le 6 juin 2007[35].
- Le 9 juillet 2007, Mamadou Lamine Traoré, ministre de l’Éducation nationale et fondateur du Mouvement pour l'indépendance, la renaissance et l'intégration africaine (MIRIA) est décédé à Bamako.

### Août
- Un mouvement rebelle touarègue dirigé par Ibrahim ag Bahanga a enlevé au cours d'attaque perpétrée dans le nord et l'est du pays les 26 et 27 août 2007 une quarantaine de soldats maliens. Neuf ont été libérés à la suite de l'intervention de l'armée le 29 août 2007. Ces attaques ont été condamnées par le mouvement Alliance démocratique du 23 mai pour le changement. Son chef, Iyad Ag Ghali, a entamé une médiation auprès d'Ibrahim Ag Bahanga pour obtenir la libération des soldats[36].

### Septembre
- L’équipe du Mali de basket-ball féminin a remporté la 20e édition du  Championnat d'Afrique de basket-ball féminin qui s’est déroulé au Sénégal[37] du 20 au 30 septembre 2007 en battant en finale l'équipe sénégalaise 64 à 56[38].
- Le 21 septembre 2007, dans son message à la Nation prononcé à l’occasion du 47e anniversaire de l’indépendance du Mali, le président malien Amadou Toumani Touré a proposé la tenue d’une conférence sur la sécurité, la paix, et le développement dans la région sahélo-saharienne, afin de mener une véritable politique de sécurité collective pour faire face au banditisme transfrontalier et au terrorisme[39].
- Le 27 septembre 2007, Ousmane Issoufi Maïga a présenté sa démission et celle de son gouvernement[40].
- Le 28 septembre 2007, le président Amadou Toumani Touré a nommé Modibo Sidibé Premier ministre.

### Octobre
- Le 3 octobre 2007, le président de la république, sur proposition du Premier ministre, a nommé les membres du gouvernement[41].
- Le 17 octobre 2007, le conseil des ministres a adopté un projet de loi portant abolition de la peine de mort[42].

### Novembre
- La 4e édition du festival Triangle du balafon s’est ouverte le 2 novembre 2007 à Sikasso, avec des artistes ivoiriens, burkinabè et maliens[43].
- Du 24 novembre 2007 au 23 décembre 2007 a eu lieu à Bamako la 7e édition des Rencontres africaines de la photographie autour du thème « Dans la ville et au-delà ».

### Décembre
- Le 10 décembre 2007, l’Équipe du Mali de football a remporté la 19e édition de la Coupe Amílcar Cabral Cabral en battant en finale le Cap-Vert 2-1[44].
- Le 30 décembre 2007, dix militaires sur les 36 retenus en otage depuis  août et septembre 2007 par le chef rebelle Ibrahim Ag Bahanga ont été libérés et remis à l’armée malienne[45].